# Габриела Ортигоса
Габриела Ортигоса (на испански: Gabriela Ortigoza) е мексиканска писателка и сценаристка.

## Биография
Габриела Ортигоса е родена на 1 април 1962 г. в град Мексико.
През 1989 г. се присъединява към екипа от писатели и сценаристи на мексиканската компания Телевиса, където изгражда цялата си кариера, създавайки нови версии на историите на кубинската писателка Инес Родена. Габриела Ортигоса е работила с продуцентите Валентин Пимстейн, Луис де Яно Маседо, Хуан Осорио, Никандро Диас Гонсалес. В периода 1997 - 2005 г. е главен сценарист на теленовелите, продуцирани от Анджели Несма Медина; от 2007 г. до 2013 г. работи с МаПат Лопес де Сатарайн, а през 2013 г. и от 2017 г. до 2018 г. е главен сценарист на проектите на Игнасио Сада Мадеро. През 2022 г. създава версията Мащеха, продуцирана от Кармен Армендарис.
Едни от най-известните ѝ теленовели са Да докоснеш звезда, Танцувай с мен (в съавторство със Сюзън Кроули), както и новите адаптации на латиноамериканските произведения - Просто Мария, Мария Хосе, Заради любовта ти, Любимо мое момиче, Камила, Мое мило проклятие, Без твоя поглед, Мащехата и други.

## Творчески път

### Оригинални истории
- Втората нощ (2001) игрален филм
- Любов от хартия (1993-1994)
- Старият град (1993) игрален филм
- Танцувай с мен (1992) със Сюзън Кроули
- Има за всички (1992) игрален филм
- Три са по-лоши от една (1992) игрален филм
- Повече от да докоснеш звезда (1992) игрален филм

### Адаптации
- Цената да те обичам (2024) оригинал от Инес Гомес
- Мащехата (2022) оригинал от Артуро Моя Грау[2]
- Без твоя поглед (2017-2018) оригинал от Делия Фиайо
- Мое мило проклятие (2017) оригинал от Хулио Хименес[3][4]
- Втора част на До края на света (2014-2015) оригинал от Енрике Естеванес[5]
- Трета част на Завинаги любов моя (2013-2014) оригинал от Абел Санта Крус и Ерик Вон
- Жената от Вендавал (2012-2013) оригинал от Камило Ернандес[6]
- Нито с теб, нито без теб (2011) оригинал от Касиано Габус Мендес
- Кълна се, че те обичам (2008-2009) оригинал от Лиляна Абуд
- Аз обичам неустоимия Хуан (2007) оригинал от Фелипе Саламанка и Даго Гарсия
- Втора част на Срещу вълните на живота (2005) оригинал от Мануел Муньос Рико
- Любовен облог (2004-2005) оригинал от Бернанрдо Ромеро Перейро
- Втора част на Клап, мястото на твоите мечти (2004) оригинал от Сокоро Гонсалес, Едуардо Хименес Пос и Глория Берути
- Любимо мое момиче (2003) оригинал от Сесар Мигел Рондон[7]
- За една целувка (2000-2001) оригинал от Инес Родена
- Заради любовта ти (1999) оригинал от Каридад Браво Адамс
- Камила (1998) оригинал от Инес Родена
- Без теб (1997-1998) оригинал от Инес Родена
- Мария Хосе (1995) оригинал от Инес Родена
- Да докоснеш звезда (1990) оригинал от Хесус Калсада
- Просто Мария (1989-1990) с Карлос Ромеро и Кари Фахер, оригинал от Селия Алкантара[8]

### Нови версии, пренаписани от нея
- Просто Мария (2015-2016) нова версия на Просто Мария от 1989 г.[9]

### Литературни редакции
- Втора част на Розови връзки за обувки (1994-1995) написана от Сюзън Кроули
- Въртележка (1989-1990) написана от Клаудия Естер О'Брайън и Лей Кинтана
- Дивата Роза (1987-1988) написана от Карлос Ромеро

## Награди и номинации
Награди TVyNovelas
| Година | Категория                       | Теленовела                | Резултат   |
| ------ | ------------------------------- | ------------------------- | ---------- |
| 2008   | Най-добра история или адаптация | Аз обичам неустоимия Хуан | Номинирана |

TV Adicto Golden Awards
| Година | Категория                     | Теленовела               | Резултат |
| ------ | ----------------------------- | ------------------------ | -------- |
| 2012   | Най-добре изградени персонажи | Нито с теб, нито без теб | Печели   |